# Euphyia scortea
Euphyia scortea là một loài bướm đêm trong họ Geometridae.